# Rudolf Plemich
Rudolf Plemich (Budapest, 5 ottobre 1901 – Budapest, 13 marzo 1969) è stato un calciatore ungherese.
Fu fratello minore di Ferenc Plemich e cominciò a giocare assieme a lui nella Monfalconese ricoprendo il ruolo di mediano. Nel 1925 viene acquistato dalla Triestina, che aveva già avuto in rosa Ferenc qualche anno prima. Con la maglia alabardata gioca anche due campionati in massima serie: la Divisione Nazionale 1928-1929, in cui conta 11 presenze ed 1 rete, ed il primo campionato di Serie A a girone unico, nel quale scende in campo una sola volta.